# Кентавр в геральдике
Кента́вр — одна из гербовых фигур, существо с головой и торсом человека на теле лошади.

## Вариации
В геральдике возможно использование иных вариаций внешнего вида кентавра. К таковым можно отнести крылатых кентавров (как например на эмблеме 160-го авиационного полка США).
Также в геральдике используются изображения кентавроидов, таких как:
- Онокентавр — человек-осёл[1][неавторитетный источник], олицетворяющий в средневековой мифологии двоедушного человека;
- Букентавр — человек-бык[1];
- Керасты — «рогатые кентавры»[2] (человеко-буйволы)[3][нет в источнике][4], рожденные от семени Зевса, извергнутого на почву Кипра от любви к Афродите[5].
- Леонтокентавр — человек-лев[1][3][нет в источнике]
- Ихтиокентавр — создание, сочетающее в своем облике элементы рыбы, коня и человека[6][нет в источнике].
- Кинокефал - существо с телом наполовину человеческим, наполовину лошадиным с пёсьей головой, обладающий огромной силой и скоростью (может скачками перемещаться на большие расстояния).[3][нет в источнике].

## Примеры использования изображения кентавра в гербах и эмблемах

Герб города Химки
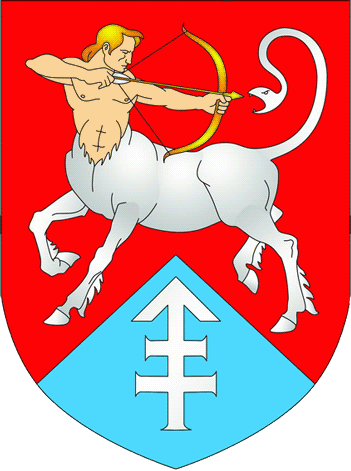
Герб Гольшан
Герб гмины Лютомерск
Эмблема 160-го авиационного (десантного) полка специальных операций ВС США